# Ловушка Фукидида
Ловушка Фукидида (англ. Thucydides trap или Thucydides's trap) — термин, популяризированный американским политологом Грэхамом Аллисоном для описания явной тенденции к войне, когда новая, укрепляющая свои силы держава угрожает вытеснить существующую великую державу в качестве международного гегемона. Придуман и в основном используется для описания потенциального конфликта между США и КНР.
Термин основан на цитате древнеафинского историка и военачальника Фукидида, который утверждал, что Пелопоннесская война между Афинами и Спартой была неизбежной из-за страха Спарты перед ростом афинской власти.

## Происхождение
Термин был введен американским политологом Грэхамом Тиллетт Аллисоном в статье 2012 года для Financial Times. На основании цитаты древнеафинского историка и военачальника Фукидида в его тексте «История Пелопоннесской войны», утверждающего, что «именно возвышение Афин и страх, который они внушали Спарте, сделали войну неизбежной», Аллисон использовал этот термин для описания тенденции к войне, когда восходящая держава (примером которой являются Афины) бросает вызов статусу доминирующей державы (примером является Спарта). Аллисон значительно расширил этот термин в своей книге 2017 года «Предназначен для войны», в которой утверждается, что «Китай и США в настоящее время идут навстречу курсом войны».

## Определение
Термин описывает теорию о том, что когда позиции великой державы как гегемона угрожает развивающаяся держава, существует значительная вероятность войны между ними. Или, по словам Грэхама Аллисона:

Ловушка Фукидида относится к естественному, неизбежному замешательству, которое происходит, когда восходящая держава угрожает сместить правящую силу ... [и] когда восходящая держава угрожает сместить правящую силу, возникающее структурное напряжение превращает насильственное столкновение в правило, а не исключение.
Оригинальный текст (англ.)Thucydides's Trap refers to the natural, inevitable discombobulation that occurs when a rising power threatens to displace a ruling power...[and] when a rising power threatens to displace a ruling power, the resulting structural stress makes a violent clash the rule, not the exception.

Чтобы продвинуть свой тезис, Эллисон провел тематическое исследование Белферского центра науки и международных отношений Гарвардского университета, в котором было обнаружено, что из 16 исторических случаев, когда возникающая держава соперничала с правящей, 12 закончились войной.При этом авторы утверждают что война не является неизбежной.
| Номер дела | Период                          | Правящая власть                                 | Растущая власть           | Сфера влияния/конфликта                                                                    | Результат                                                      |
| ---------- | ------------------------------- | ----------------------------------------------- | ------------------------- | ------------------------------------------------------------------------------------------ | -------------------------------------------------------------- |
| 1          | Конец XV века                   | Португалия                                      | Испания                   | Глобальная империя и торговля                                                              | Нет войны                                                      |
| 2          | Первая половина XVI века        | Франция                                         | Габсбурги                 | Сухопутная мощь в Западной Европе                                                          | Война                                                          |
| 3          | XVI и XVII века                 | Габсбурги                                       | Османская империя         | Сухопутная мощь в Центральной и Восточной Европе, морская мощь в Средиземноморье           | Война                                                          |
| 4          | Первая половина XVII века       | Габсбурги                                       | Швеция                    | Сухопутная и морская мощь в Северной Европе                                                | Война                                                          |
| 5          | Середина-конец XVII века        | Голландская Республика                          | Англия                    | Глобальная империя, морская мощь и торговля                                                | Война                                                          |
| 6          | Конец XVII-середина XVIII веков | Франция                                         | Великобритания            | Глобальная империя и европейская сухопутная мощь                                           | Война                                                          |
| 7          | Конец XVIII и начало XIX веков  | Великобритания                                  | Франция                   | Сухопутная и морская мощь в Европе                                                         | Война                                                          |
| 8          | Середина XIX века               | Франция и Великобритания                        | Россия                    | Глобальная империя, влияние в Центральной Азии и Восточном Средиземноморье                 | Война                                                          |
| 9          | Середина XIX века               | Франция                                         | Германия                  | Сухопутная мощь в Европе                                                                   | Война                                                          |
| 10         | Конец XIX и начало XX веков     | Китай и Россия                                  | Япония                    | Сухопутная и морская мощь в Восточной Азии                                                 | Война                                                          |
| 11         | Начало XX века                  | Великобритания                                  | Соединенные Штаты Америки | Глобальное экономическое доминирование и военно-морское превосходство в Западном полушарии | Нет войны                                                      |
| 12         | Начало XX века                  | Великобритания (при поддержке Франции, России ) | Германия                  | Сухопутная мощь в Европе и глобальная морская мощь                                         | Война                                                          |
| 13         | Середина XX века                | Советский Союз, Франция и Великобритания        | Германия                  | Сухопутная и морская мощь в Европе                                                         | Война                                                          |
| 14         | Середина XX века                | Соединенные Штаты Америки                       | Япония                    | Морская мощь и влияние в Азиатско-Тихоокеанском регионе                                    | Война                                                          |
| 15         | 1940–1980-е годы                | Соединенные Штаты Америки                       | Советский союз            | Глобальное могущество                                                                      | Холодная (опосредованная) война / экономическая/торговая война |
| 16         | 1990-е годы–настоящее время     | Соединенное Королевство и Франция               | Германия                  | Политическое влияние в Европе                                                              | Холодная (опосредованная) война / экономическая/торговая война |

## Влияние
Термин и окружающие его аргументы имели влияние в международных СМИ, включая государственные СМИ Китая, а также среди американских и китайских политиков. В тематическом исследовании этого термина Алана Грили Мизенгеймера, опубликованном Институтом национальных стратегических исследований, подразделением военных исследований Университета национальной обороны, говорится, что он «привлек всеобщее внимание с тех пор, как вошел в лексикон международных отношений». Кроме того, дипломатический корреспондент Би-би-си Джонатан Маркус пошутил, что книга Грэхама Аллисона, раскрывающая ловушку Фукидида, «Предназначенный для войны», «стала обязательным чтением для многих политиков, ученых и журналистов».

### Американо-китайские отношения
Термин в основном используется и был придуман в связи с потенциальным военным конфликтом между США и Китайской Народной Республикой. Си Цзиньпин, верховный лидер Китая, упомянул этот термин, предупредив, что «нам всем нужно работать вместе, чтобы избежать ловушки Фукидида». Термин приобрёл дальнейшее влияние в 2018 году в результате резкого роста напряжённости между США и Китаем после того, как президент США Дональд Трамп ввёл пошлины на почти половину китайского экспорта в США, что привело к череде экономических эскалаций.
Западные ученые отметили, что существует ряд неотложных вопросов, по которым две страны не согласны, которые увеличивают вероятность того, что две державы попадут в ловушку Фукидида, включая де-факто независимость Тайваня, цифровой контроль Китая и использование кибершпионажа, различная политика в отношении Северной Кореи, усиление военно-морского присутствия Китая в Тихом океане и претензии на Южно-Китайское море, а также права человека в Синьцзяне, Тибете и Гонконге. Ученые также указывают на консолидацию власти Си Цзиньпином, якобы непримиримые различия в ценностях и торговый дефицит как еще одно свидетельство того, что страны могут скатиться в ловушку Фукидида.

## Критика

### Американо-китайские отношения
Ряд учёных подвергли критике применение ловушки Фукидида в американо-китайских отношениях. Например, Ричард Ханания, научный сотрудник Колумбийского университета, утверждал, что между Соединенными Штатами и Китаем не существует ловушки Фукидида, потому что амбиции Китая ограничиваются прежде всего борьбой с внутренними проблемами, что означает, что Китай не представляет значительной угрозы интересам США. Ху Бо, профессор Института океанологических исследований Пекинского университета и один из ведущих китайских военно-морских стратегов, аналогичным образом сказал, что он не верит, что нынешний баланс сил между США и Китаем поддерживает гипотезу Фукидида. Другие учёные, такие как историк Артур Уолдрон, утверждают, что Китай всё ещё слишком слаб для такого конфликта, указывая, в частности, на «экономическую уязвимость» Китая и исход китайцев из Китая.
Другие высмеивали ловушку Фукидида как причудливую часть древней истории, которая не особо применима к современности. Джеймс Палмер, заместитель редактора журнала Foreign Policy, в своей статье «О Боже, не пелопоннесская война снова» написал о ловушке Фукидида, что «конфликты между городами-государствами на захолустном евразийском мысе 2000 лет назад являются ненадёжным проводником современного геополитика - и игнорируют обширный отрезок мировой истории, который может быть гораздо более актуальным». Далее он насмешливо заметил, что Фукидид не должен «влиять на учёных-международников так же, как Гарри Поттер влияет на читателей-миллениалов».
В противоположность опасениям Аллисона политолог из Гарвардского университета Джозеф Най утверждал, что главная проблема заключается не в подъёме Китая, ведущем к ловушке Фукидида, а, скорее, во внутренних проблемах внутри Китая, ведущих к ослаблению Китая в том, что он называет «Ловушка Киндлбергера».
Наконец, некоторые политологи отмечают, что китайские государственные пропагандистские агентства ухватились за рассказ о ловушке Фукидида, чтобы продвигать набор властных отношений в пользу Китая.

### Методологическая критика
Критике подверглись и исследования Грэхама Аллисона в поддержку ловушки Фукидида. Политолог из Гарвардского университета Джозеф Най оспорил утверждение о том, что 12 из 16 исторических случаев соперничества восходящей силы с правящей привели к войне на том основании, что Аллисон неверно определяет случаи. Например, он указывает на случай Первой мировой войны, которую Аллисон определяет как пример того, как развивающаяся Германия конкурирует с устоявшейся Великобританией, говоря, что Аллисон неверно определяет причины Первой мировой войны. Историк Артур Уолдрон также утверждал, что Аллисон неверно характеризует несколько конфликтов. Например, он говорит о конфликте между Японией и Россией, упомянутом Эллисоном: «Япония была восходящей державой в 1904 году, когда Россия уже давно укоренилась. Стремилась ли Россия опередить Японию? Нет. Японцы предприняли внезапное нападение на Россию, уничтожив Царский флот".
Другие ставят под сомнение анализ Аллисоном Фукидида. В тематическом исследовании Института национальных стратегических исследований, подразделения военных исследований Университета национальной обороны, Алан Грили Мизенхеймер говорит, что «текст Фукидида не поддерживает нормативное утверждение Аллисона о «неизбежном» результате столкновения между «восходящими» и «правящими» силами», и, хотя оно «привлекает долгожданное внимание как к Фукидиду, так и к проблемам конкуренции великих держав», оно «не работает как эвристический инструмент или инструмент прогнозирования в анализе современных событий».

### Пелопоннесская война
Политолог из Гарвардского университета Джозеф Най утверждает, что Грэхам Аллисон неправильно понимает Пелопоннесскую войну, утверждая, что на самом деле она не была результатом того, что Афины бросили вызов Спарте. Историк Артур Уолдрон в связи с этим утверждал, что профессор Дональд Каган из Йельского университета и профессор Эрнст Бэдиан из Гарвардского университета «давно доказали, что не существует такой вещи, как „ловушка Фукидида“» в отношении Пелопоннесской войны.